# Брактична вода
Брактична или бочата вода представља тип воде који настаје мешањем слане и слатке воде, обично на ушћима већих река у морске и океанске заливе. 
Брактичне акваторије се формирају углавном у речним естуарима и делтастим ушћима, на крашким подручјима, те на језерима затвореног басена. 
У просеку брактични акваторији садрже између 0,5 и 30 грама соли (углавном натријум-хлорида NaCl) по литру.
| Процентуални удео растворљивих соли по литру воде | Процентуални удео растворљивих соли по литру воде | Процентуални удео растворљивих соли по литру воде | Процентуални удео растворљивих соли по литру воде |
| Свежа (слатка) вода                               | Брактична вода                                    | Морска вода                                       | Солотуше                                          |
| < 0,05%                                           | 0,05–3%                                           | 3–5%                                              | > 5%                                              |
| ------------------------------------------------- | ------------------------------------------------- | ------------------------------------------------- | ------------------------------------------------- |